# Biserica Învierea Domnului din Sebeș
Biserica Învierea Domnului din Sebeș este un monument istoric aflat pe teritoriul municipiului Sebeș.

## Istoric
Arhitect și constructor al bisericii a fost meșterul Antal Balog din Cluj, cel pe care un an mai devreme l-au angajat și greco-catolicii, pentru construirea Bisericii Bob, situată în imediata vecinătate.
Din 1851 până în 1895 paroh al bisericii și protopop ortodox de Sebeș a fost Ioan Tipeiu (1818-1898).

## Galerie de imagini

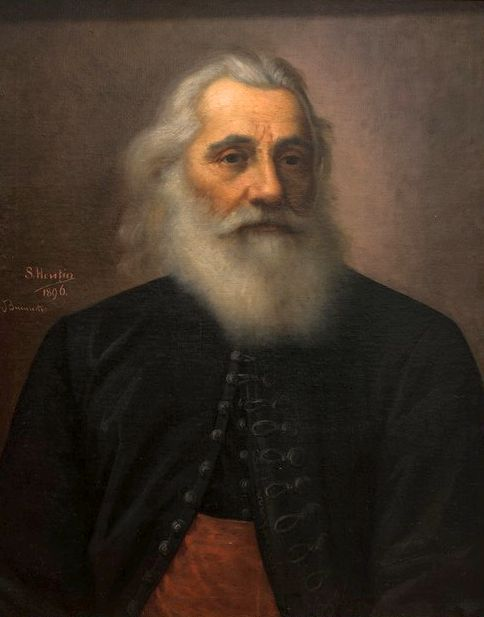
Sava Henția, Portretul protopopului Ioan Tipeiu (1896)
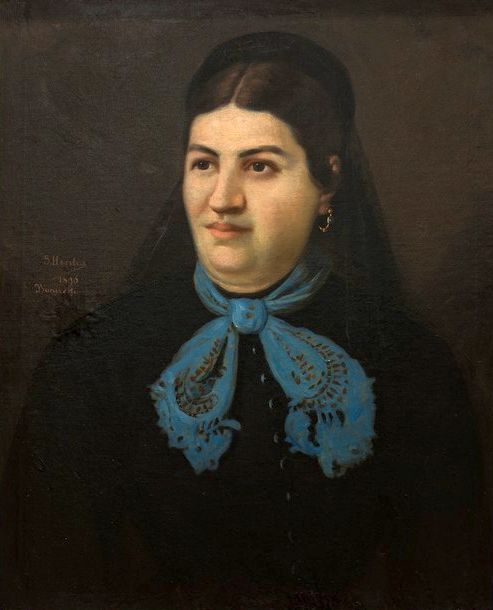
Sava Henția, Portretul preotesei Ecaterina Tipeiu (1896)